# 拉斐爾·恩多芬
拉斐爾·恩多芬（法語：Raphaël Enthoven，1975年9月9日—），是一位法國猶太裔哲學教師、電台主持人和電視節目主持人。他於讓·穆林大學里昂3與巴黎第七大學任教，並因其在廣播和電視上主持各種與哲學相關的節目而聞名於法國大眾。雖然他被公眾描述為哲學家，恩多芬本人卻拒絕被貼上這樣的標籤。

## 傳記
- Un jeu d'enfant : la philosophie, Paris, Fayard, 2007 ; Pocket, 2008.
- L'Endroit du décor, Paris, Gallimard, 2009.
- Lectures de Proust, Paris, Bayard, 2013.
- Matière Première, Paris, Gallimard, 2013.

## 外部鏈結
- 拉斐爾·恩多芬的推特 （页面存档备份，存于）